# Jacqueline Jeske
Jacqueline Jeske (* 6. März 1987 in Düsseldorf) hat zwischen 1997 und 2008 als Kinderdarstellerin und Schauspielerin an verschiedenen deutschen TV- und Filmproduktionen mitgewirkt.
Sie spielte mehrere Episodenrollen in Serien sowie kleine Filmrollen, bevor sie sich im Alter von 21 Jahren für einen Beruf außerhalb des Filmgeschäfts entschied.

## Filmografie
- 1997: Ballermann 6
- 1997: Balko – Die Neue
- 1999: Anna Wunder
- 1999: Tatort – Martinsfeuer
- 2002: Mein Leben & Ich
- 2006: Die Wache
- 2006–2007: Verbotene Liebe
- 2008: 112 – Sie retten dein Leben